# Macrobrachium sirindhorn
Macrobrachium sirindhorn är en kräftdjursart som beskrevs av Naiyanetr 200. Macrobrachium sirindhorn ingår i släktet Macrobrachium och familjen Palaemonidae. Inga underarter finns listade i Catalogue of Life.